# Onze-Lieve-Vrouw-over-de-Dijlekerk

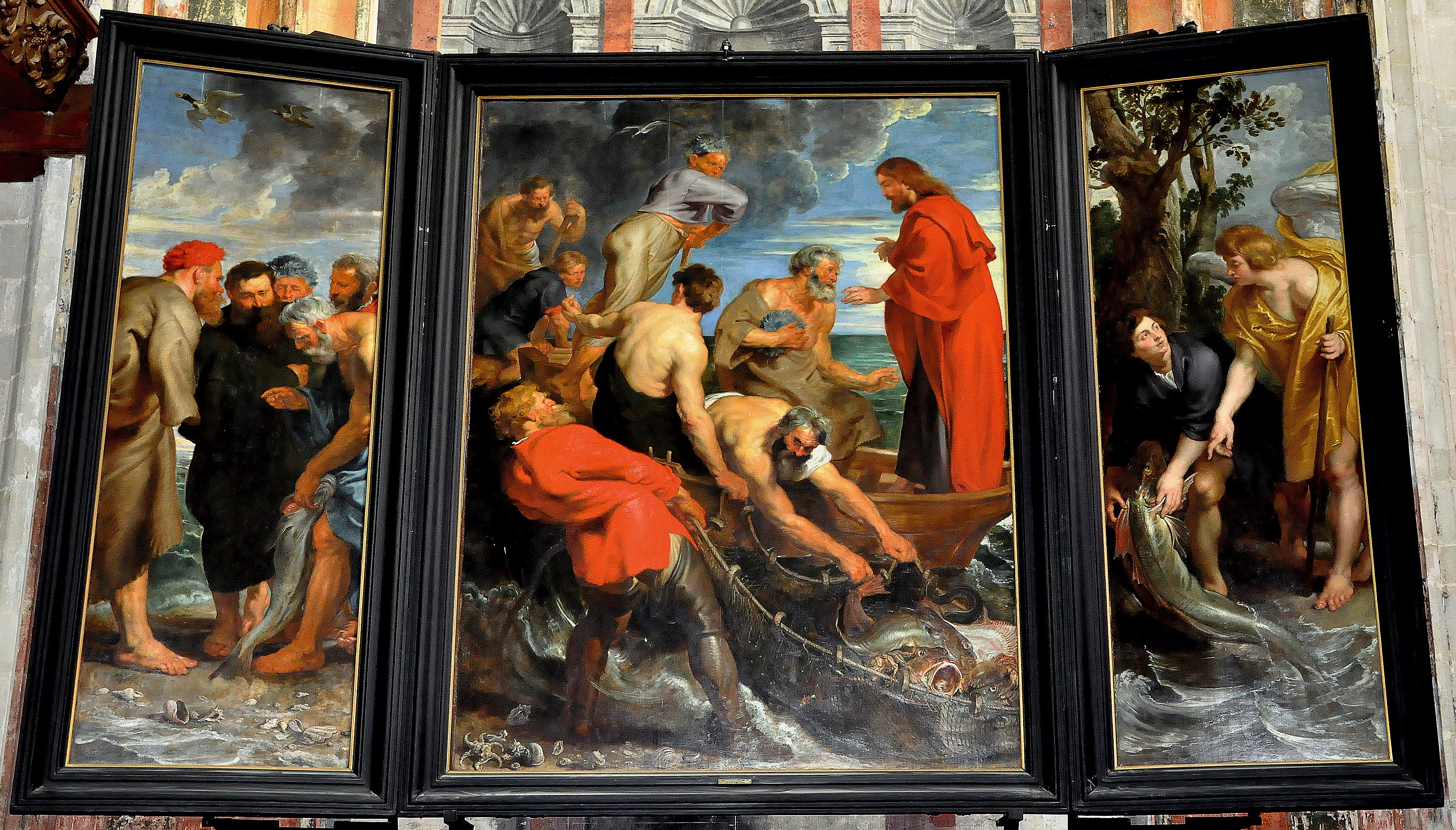
De wonderbare visvangst van Peter Paul Rubens (1618-1619)

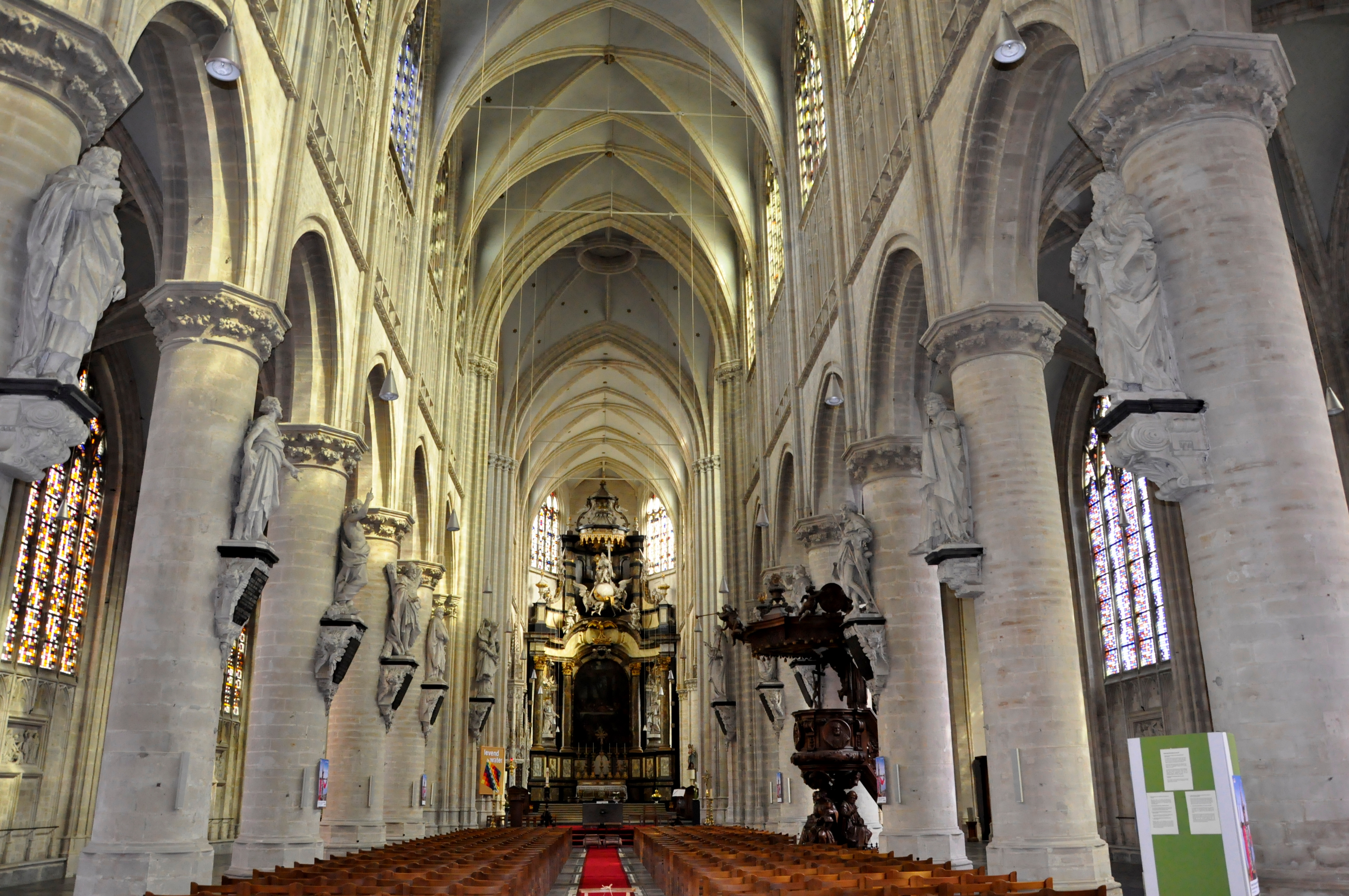
Middenschip

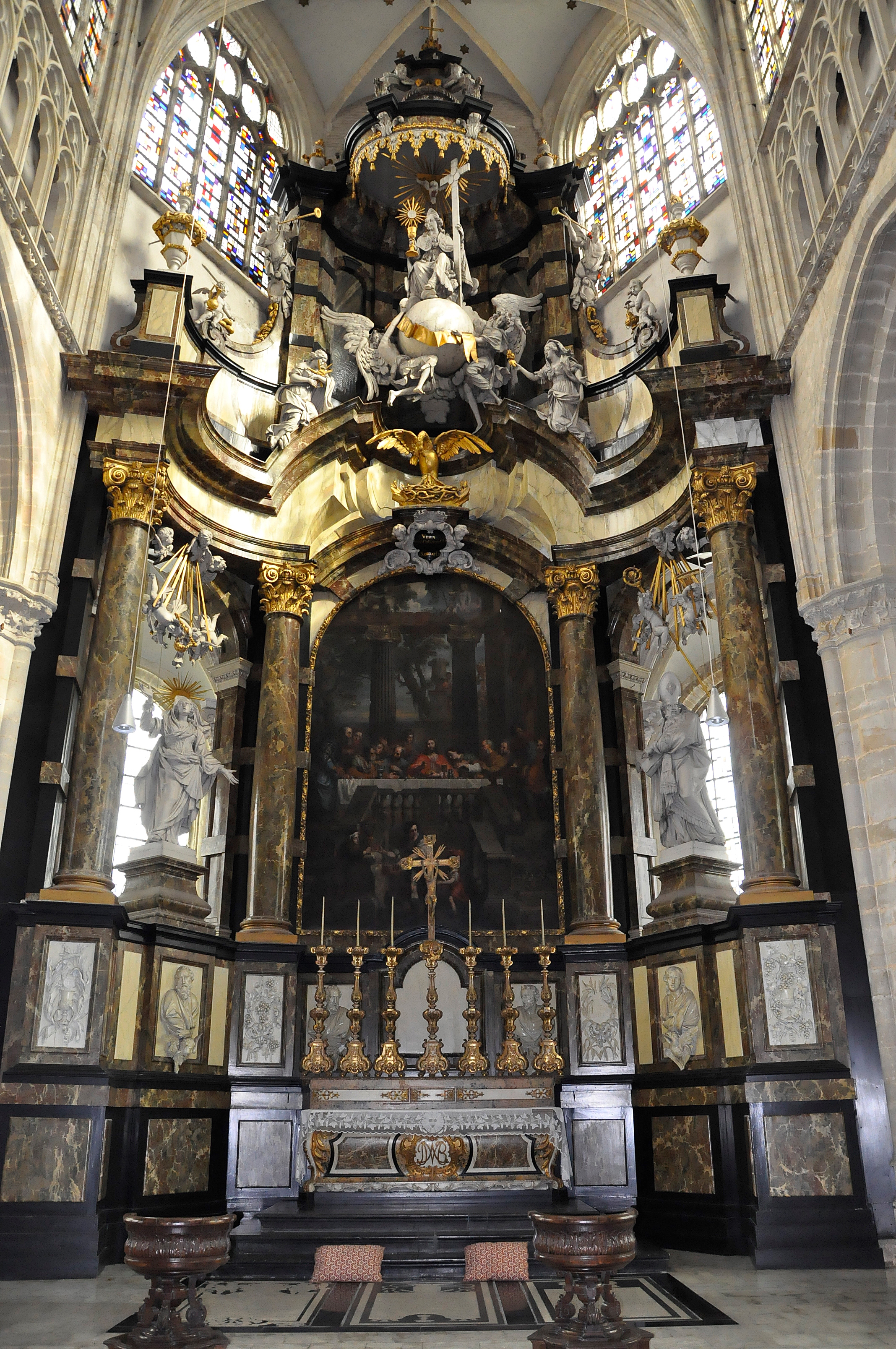
Hoogaltaar

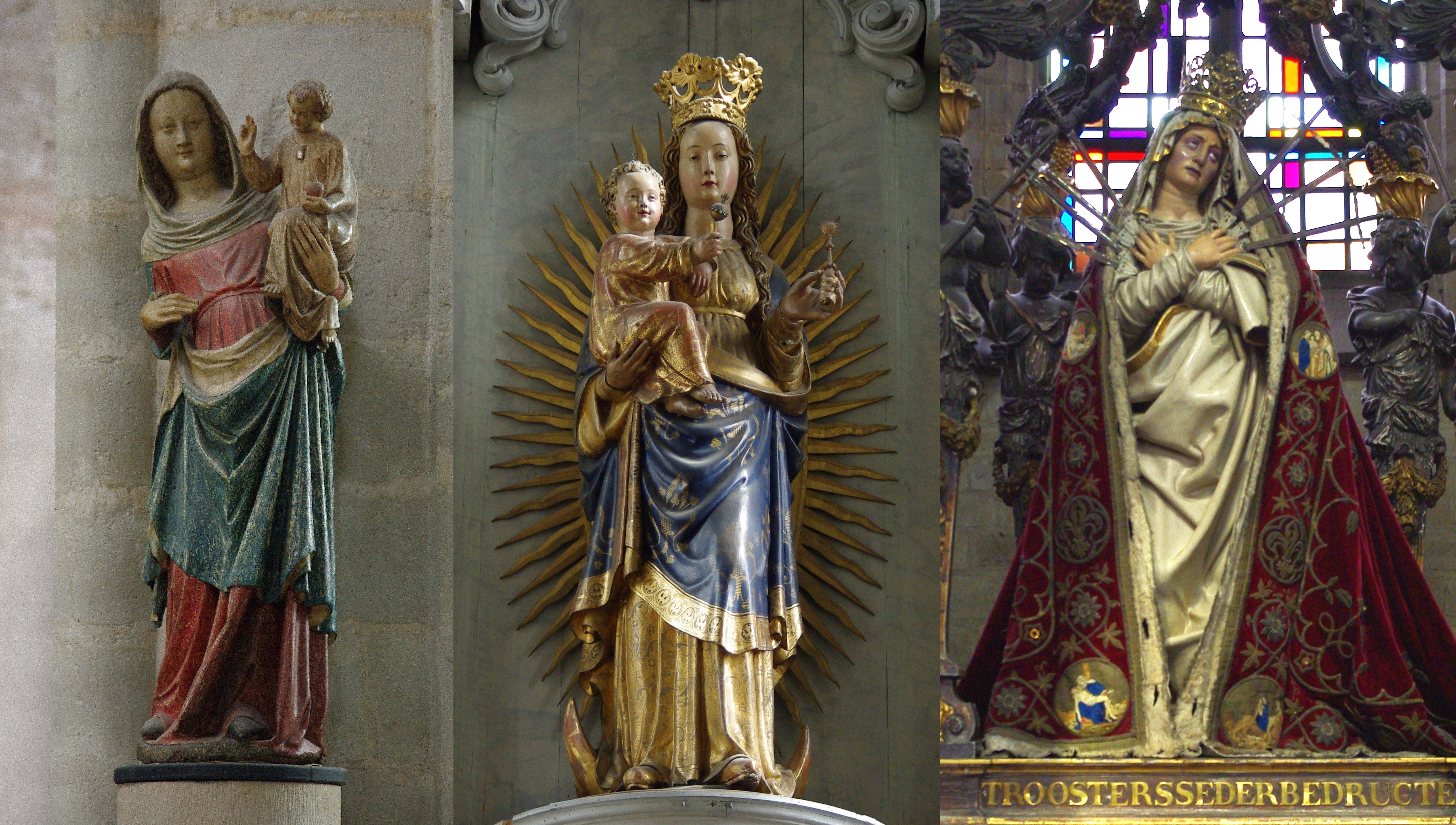
Onze-Lieve-Vrouw van Scheve Lee, Onze-Lieve-Vrouw van Zon en Onze-Lieve-Vrouw van Zeven Weeën

De Onze-Lieve-Vrouw-over-de-Dijlekerk is een gotische kerk in Mechelen aan de Onze-Lieve-Vrouwestraat. De oudste vermelding van Onze-Lieve-Vrouw-over-de-Dijle dateert uit 1236, toen de parochie werd opgericht. Voordien was de pastoor steeds een priester van het kapittel van de Sint-Rombouts. Van het toenmalige gebouw is er niets terug te vinden; het werd mogelijk vernield door de stadsbrand van 1342. De huidige kerk dateert uit de 14e, 15e en 16e eeuw. De kerk wordt tot de Brabantse gotiek gerekend.

## Het gebouw
De oudste delen van de kerk zijn de 14e-eeuwse onderbouw van de toren en de gevels van de zijbeuken. Begin 15e eeuw werd de toren verder verhoogd. Tussen 1450 en 1480 werd het schip voltooid en werd een begin gemaakt met het transept. In 1500 werd een begin gemaakt met de bouw van het koor. Pas aan het einde van de 16e eeuw was de kerk voltooid.
De kerk heeft een noordportaal dat wordt toegeschreven aan Rombout II Keldermans. Jacob Franquart, de architect van de Mechelse Begijnhofkerk, voegde in de 17e eeuw drie kapellen toe aan de kerk.
In 1914, tijdens de Duitse inval in België, raakte de zuidkant van de kerk zwaar beschadigd.
In 1944 en 1945 werden het dak, de zuidelijke transeptgevel, de vensters en het orgel eveneens grotendeels verwoest: tijdens een bombardement door de geallieerden op 19 april 1944, door een storm op 7 september 1944 en door een Duitse V1 op 18 februari 1945. Na de Tweede Wereldoorlog werd de kerk in twee fasen gerestaureerd. Van 1949 tot 1952 werden de beschadigde delen hersteld onder leiding van de Mechelse architect Désiré Beeck (1881–1960). Ook al stelde de Koninklijke Commissie voor Monumenten en Landschappen op 14 september 1953 vast dat deze eerste fase "volgens de regels van de kunst" was uitgevoerd, zij deelde niet Beecks visie op de verdere restauratie. Dit meningsverschil leidde tot een impasse, waardoor er tot 1961 nauwelijks iets gebeurde. In dat jaar werd de eveneens Mechelse architect Jan Lauwers (1898–1988) aangesteld tot Beecks opvolger. Hij speelde de hoofdrol in de ingrijpende restauratie van 1962 tot 1968. Weliswaar nam hij een aantal ideeën van Beeck over, maar tevens ontdeed hij het gebouw van vele 19e-eeuwse toevoegingen. Verwarming, verlichting en beveiliging werden gemoderniseerd. Ook werd de kerk in belangrijke mate aangepast aan de vernieuwde liturgie die het gevolg was van Sacrosanctum Concilium. Meest opvallend daarbij is het nieuwe en zeer moderne altaar, een ontwerp van Lauwers zelf, dat vooraan op het priesterkoor staat. Tussen 2003 en 2010 (slotceremonie op 28 februari 2010) werd de buitenkant nogmaals gerestaureerd.
De lichtinval in deze kerk is bijzonder, vooral in de late namiddag, vanwege de moderne brandramen, eveneens ontworpen door Jan Lauwers. vervangers van de in 1945 vernietigde 19e-eeuwse ramen.

## Orgel en beiaard
Het orgel is in feite een nieuw orgel, daterend uit 1958–1968; wel is bij de bouw gebruikgemaakt van oud, nog bewaard materiaal en is het in de gerestaureerde orgelkast met zijn barokke fronton uit 1669 ondergebracht.
De beiaard, die tot stand kwam onder impuls van Staf Nees, is eveneens modern. Op de vijf luidklokken na (1947–1962) dateert hij van 1965. Hij bevat 50 klokken, met een totaal gewicht van 9.123 kg, en is getemperd gestemd, met A' = 440 Hz.

## Kunst
Ondanks de bewogen 20e eeuw, bevat de Onze-Lieve-Vrouw-over-de-Dijlekerk nog steeds vele kunstschatten. Een selectie:
- Enkele 16e-eeuwse fresco's.
- Een aantal Mariabeelden, waaronder met name “Onze-Lieve-Vrouw van Scheve Lee”, het oudste beeld in de kerk, waarschijnlijk 14e eeuw en nog afkomstig van kerk die hier vroeger stond, maar opnieuw gepolychromeerd in de jaren 60 van de 20e eeuw; “Onze-Lieve-Vrouw van Zon” (vermoedelijk 15e eeuw; de Broederschap van OLV-van-Zon wordt al vermeld in 1444); en “Onze-Lieve-Vrouw van Zeven Weeën”, een beeld van Antoon Faydherbe (1626).
- Een barokke preekstoel (1718), met rijke iconografische symboliek, van de hand van Willem Ignatius Kerrickx (1682–1745).
- Het hoogaltaar op syn Romeyns van Antoon Pastorana (1690).[4]
- Sinds 1619 hangt De wonderbare visvangst van Pieter Paul Rubens in de kerk. Dit schilderij is een voorbeeld van de barokke en bewogen stijl die Rubens rond 1620 hanteerde. Het betreft eigenlijk een veelluik, gemaakt voor het altaar van de Mechelse visverkopers in de kerk. In 1794, tijdens de Franse bezetting, werd het werk verbeurd verklaard en naar Parijs overgebracht. Het bovenste gedeelte, een drieluik, keerde terug in 1816. Het middelste deel stelt Jezus en de apostelen bij de wonderbare visvangst voor. Het linkerluik toont de vangst van Tobias, die met een vissenlever zijn vader geneest van blindheid, en het rechterluik toont het vinden van een cijnspenning in een vis. Van de predella bleven de twee buitenste delen in Frankrijk: ze kwamen terecht in Nancy, in het Musée Lorrain. Het middelste deel was lange tijd verloren, tot het in 2008 door de Mechelse stadsbeiaardier Jo Haazen werd herkend op een tentoonstelling in het Russische Nizjni Novgorod, waar het werd uitgeleend door de Hermitage in Sint-Petersburg.[5]
- In 2017 verwierf de kerkfabriek het centrale beeld van het tijdens de oorlog zwaar beschadigde barokke Heilig Kruisaltaar in de rechter dwarsbeuk. Bij de restauratie van 1962–1968 werd dat altaar afgebroken, de restanten verdwenen spoorloos, en in zijn plaats kwam Rubens’ De wonderbare visvangst. Het beeld, dat een engel voorstelt die een kruis omarmt, is van de hand van Jan-Frans Boeckstuyns (1650–1734). Na restauratie zal het een zinvolle plaats krijgen in de kerk.[6]

## De Onze-Lieve-Vrouw-over-de-Dijlekerk alsparochiekerk
De Onze-Lieve-Vrouw-over-de-Dijlekerk is altijd een parochiekerk geweest. Sinds 2014 is ze de parochiekerk van de "Lieve-Vrouweparochie", een samenvoeging van niet minder dan acht parochies uit Mechelen en omgeving. Die samenvoeging was een onderdeel van een ingrijpende reorganisatie waartoe in 2013 besloten werd door de parochiefederatie Mechelen, waarvan de Onze-Lieve-Vrouw-over-de-Dijlekerk sinds 2004 deel uitmaakt. Binnen de grote parochies die door deze reorganisatie ontstonden, bestaan nog altijd "geloofsgemeenschappen", die de liturgische vieringen organiseren. De gemeenschap Onze-Lieve-Vrouw-over-de-Dijle heeft een traditie van zeer verzorgde liturgische vieringen, die opgeluisterd worden door het eigen Onze-Lieve-Vrouwkoor, en trekt daardoor ook gelovigen aan uit andere geloofsgemeenschappen en parochies.

## Funerair erfgoed
De kerk bezit verschillende waardevolle monumentale grafstenen, waaronder het graf van Filips van Lathem.

## Galerij

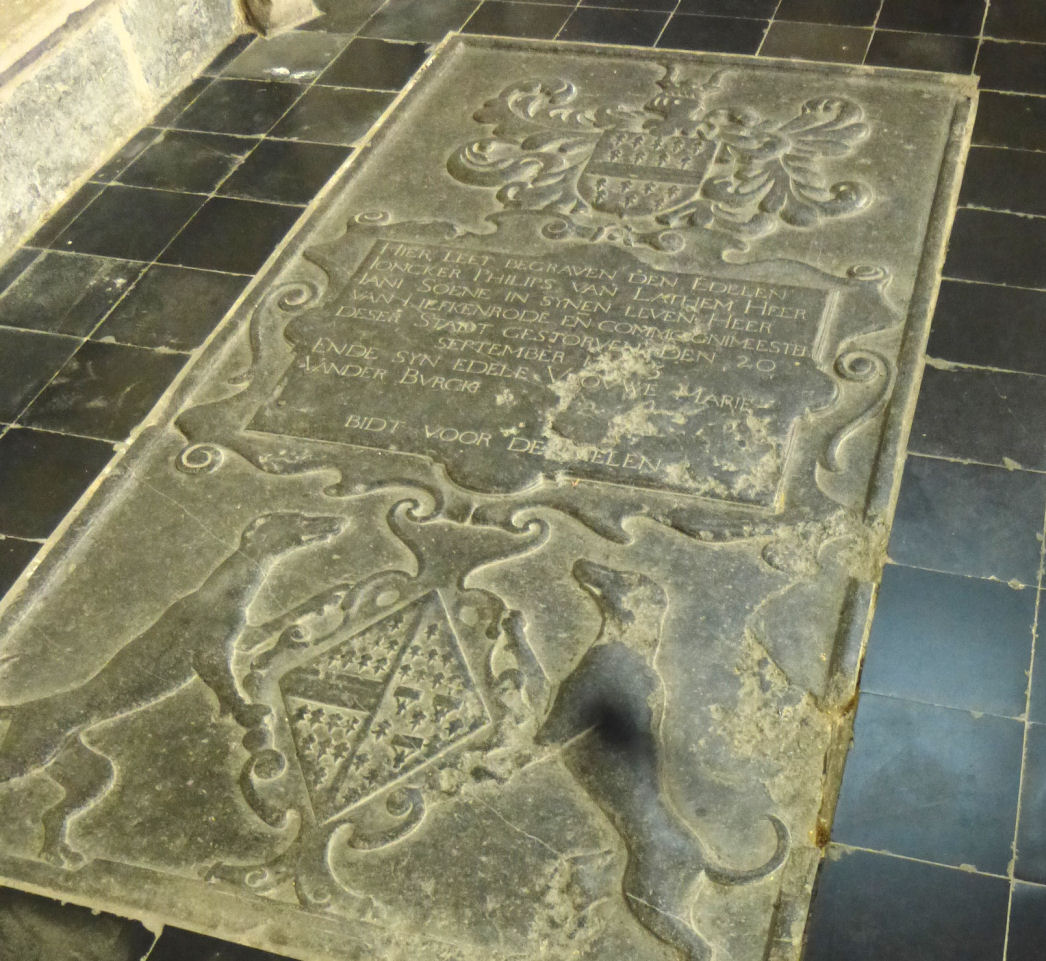
graf van Filips van Laethem
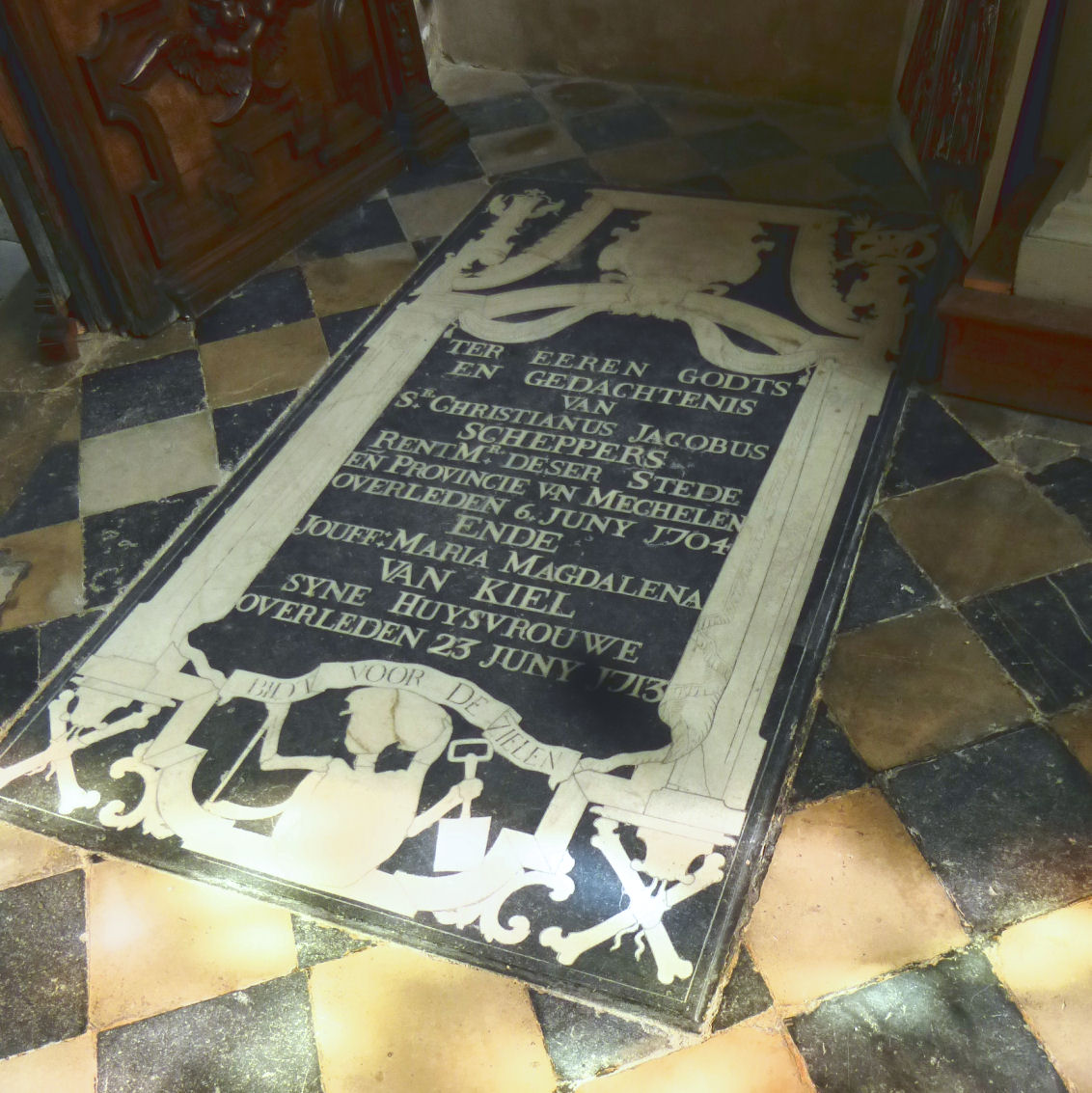
Grafsteen in arduin en witte marmer van Jacob Scheppers
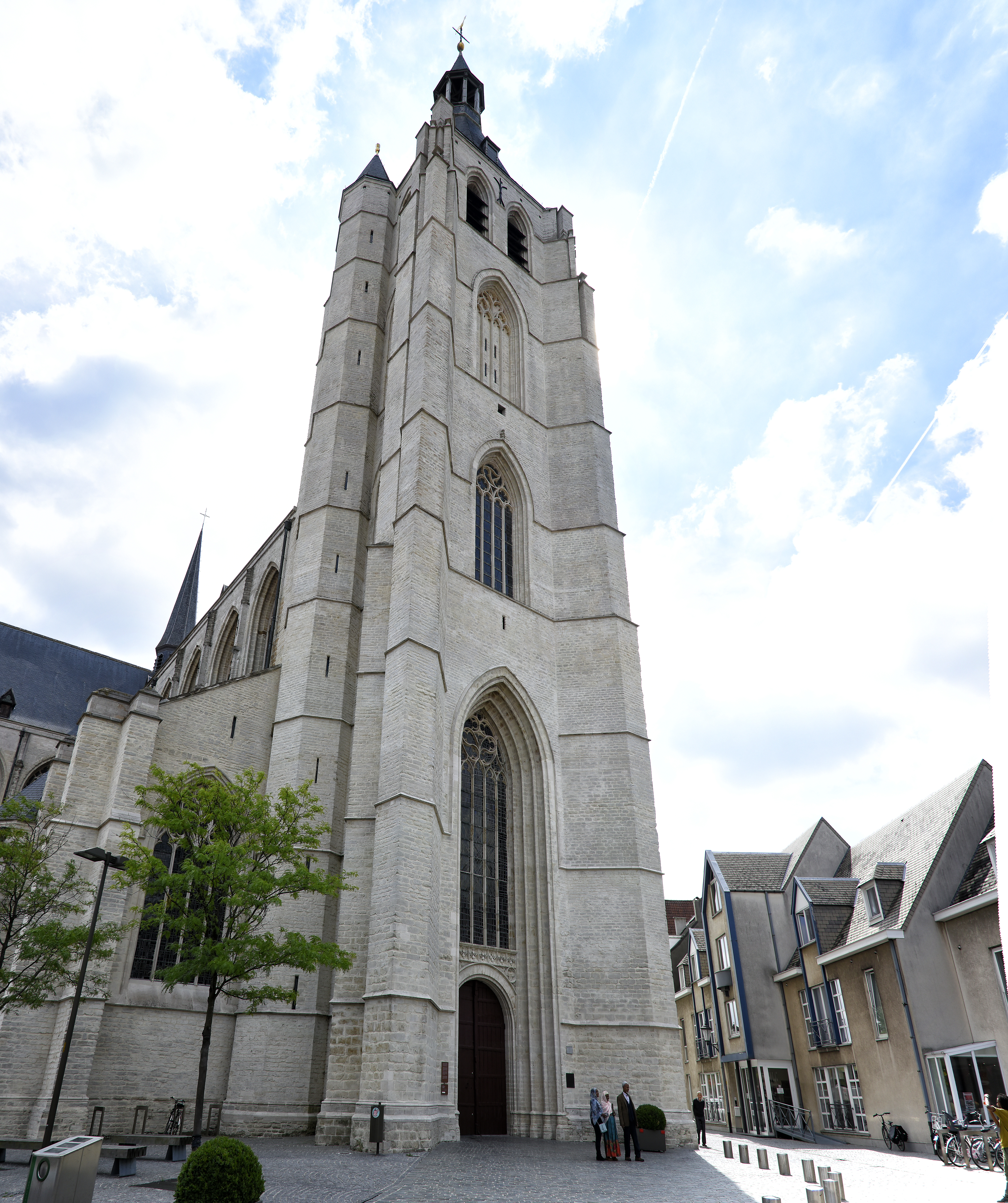
De toren
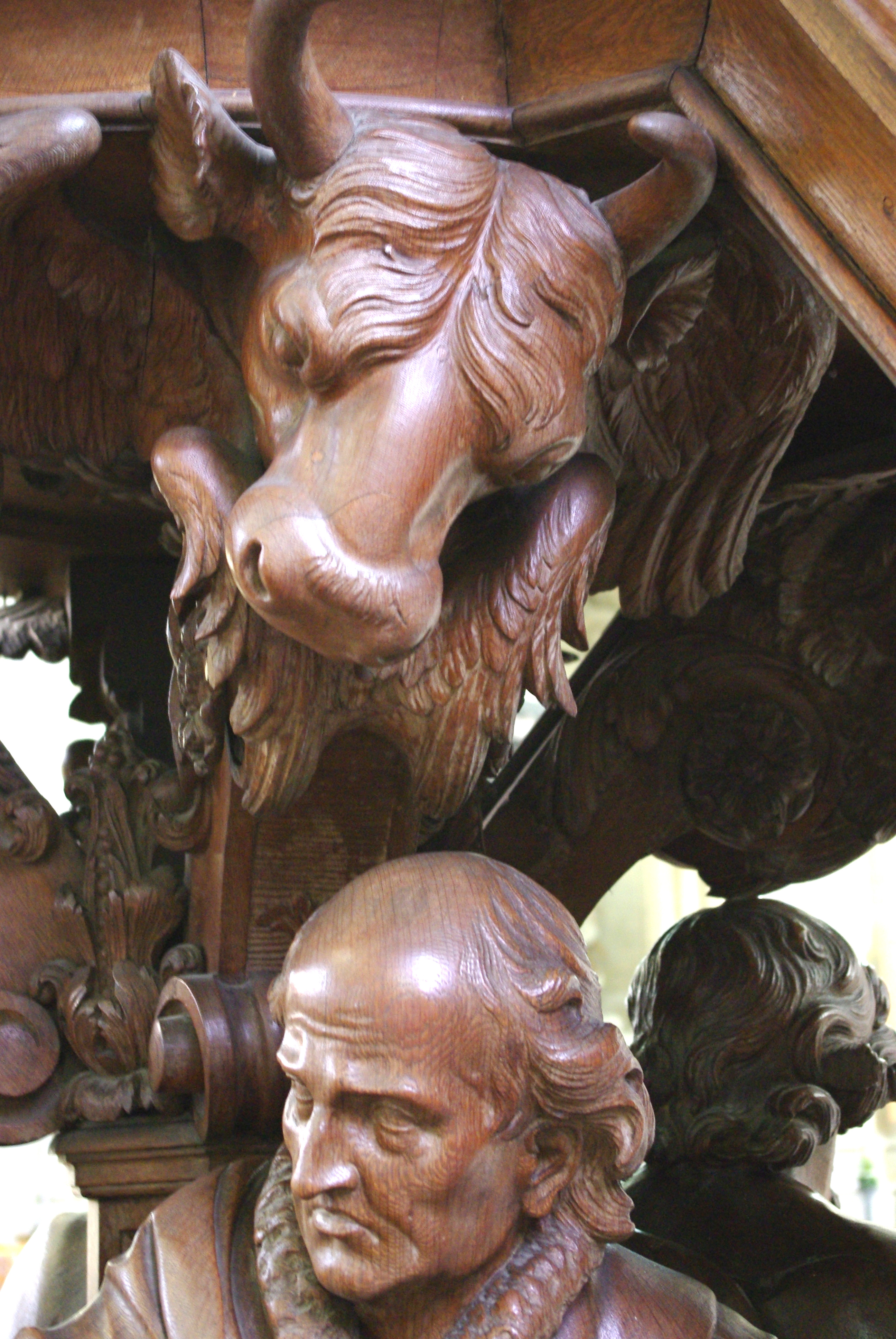
Detail van de preekstoel: de heilige Lucas, met zijn zinnebeeld, de os
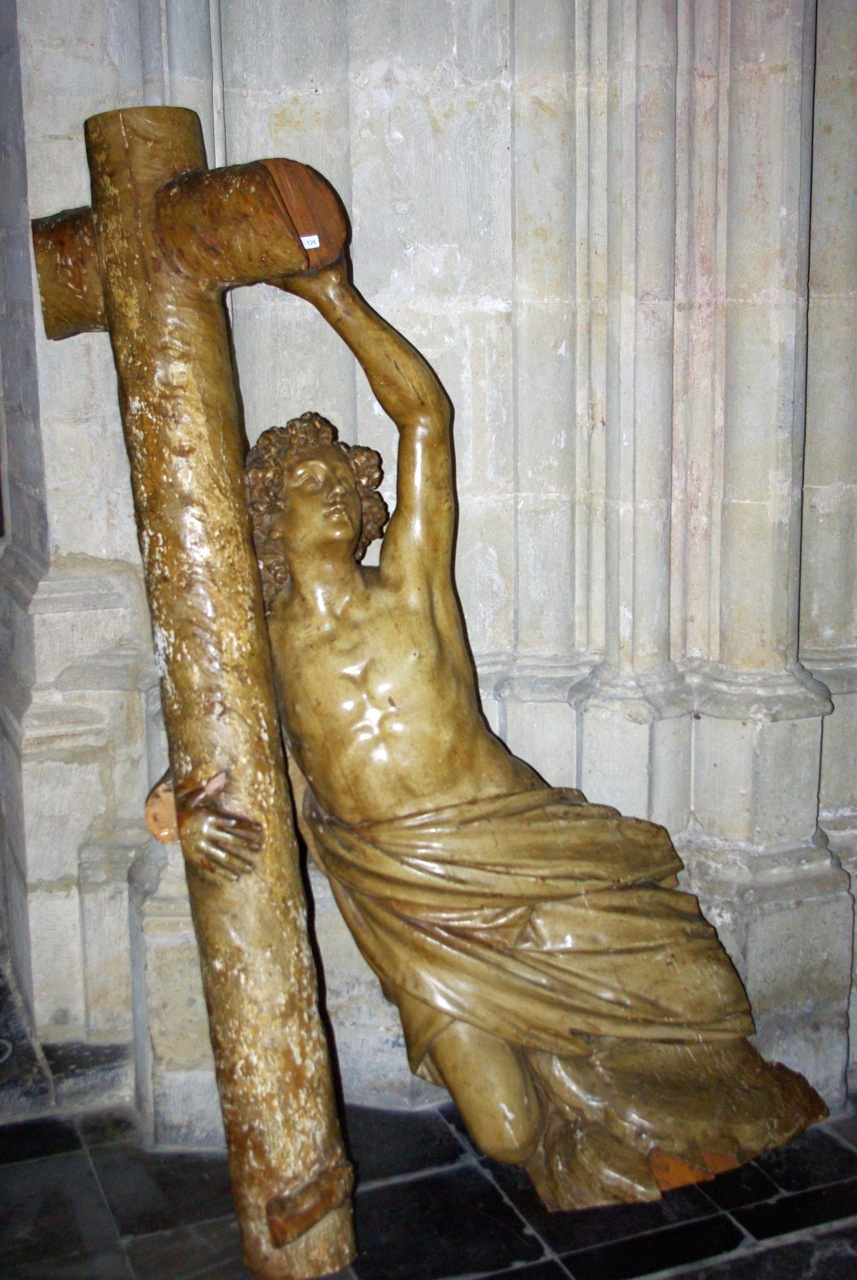
Jan-Frans Boeckstuyns, Centraal beeld van het verdwenen Heilig Kruisaltaar